# Micrastur mirandollei
Il falco di foresta di Mirandolle (Micrastur mirandollei (Schlegel, 1862)) è un uccello rapace della famiglia dei Falconidi diffuso nel Nuovo Mondo.

## Descrizione
È un rapace di media taglia, lungo 40–45 cm e con un'apertura alare di 65–71 cm. Le femmine sono leggermente più grandi dei maschi.

## Distribuzione e habitat
L'areale della specie si estende nella fascia tropicale del Sud America, comprendendo Bolivia, Brasile, Colombia, Costa Rica, Ecuador, Guiana Francese, Guyana, Panama, Perù, Suriname e Venezuela.
Il suo habitat tipico è la foresta pluviale tropicale.